# Hippeastrum calyptratum
Hippeastrum calyptratum är en amaryllisväxtart som först beskrevs av Ker Gawl., och fick sitt nu gällande namn av Herb.. Hippeastrum calyptratum ingår i släktet amaryllisar, och familjen amaryllisväxter. Inga underarter finns listade i Catalogue of Life.